# Miniara
Miniara ou Minyara (منيارة) est un village libanais de la mouhafazah de Akkar au Nord du Liban. Elle est située à 9 kilomètres à l'est de la mer Méditerranée et à 3 kilomètres au sud de la capitale de la mouhafazah, Halba.